# Grive (Côte-d'Or)
Grive est une ancienne commune française, située dans le département de la Côte-d'Or et la région Bourgogne-Franche-Comté. La commune a disparu officiellement le 1er janvier 1806 à la suite de son rattachement à la commune de Foncegrive.